# 이원심천로
이원심천로(Iwonsimcheon-ro)는 충청북도 옥천군 이원면 원동삼거리에서 시작하여 충청북도 영동군 심천면 약목삼거리에 이르는 총연장 9.4km의 도로이다.

## 주요경유지
충청북도
- 옥천군 (이원면) - 영동군 (심천면)

## 노선 경로
전 구간 지방도 제514호선에 속하므로 이에 대한 별도 표기는 생략한다.
| 이름          | 접속 노선                 | 소재지 | 소재지 | 비고 |
| ------------- | ------------------------- | ------ | ------ | ---- |
| 원동삼거리    | 국도 제4호선 (옥천로)     | 옥천군 | 이원면 |      |
| 이원대교      |                           | 옥천군 | 이원면 |      |
| 구탄삼거리    | 장동길                    | 영동군 | 심천면 |      |
| (이름없음)    | 지방도 제505호선 (용심로) | 영동군 | 심천면 |      |
| 심천교        |                           | 영동군 | 심천면 |      |
| 초강교        |                           | 영동군 | 심천면 |      |
| 약목사거리    | 국도 제4호선 (난계로)     | 영동군 | 심천면 |      |
| 금강로와 직결 |                           |        |        |      |